# Cansiglio

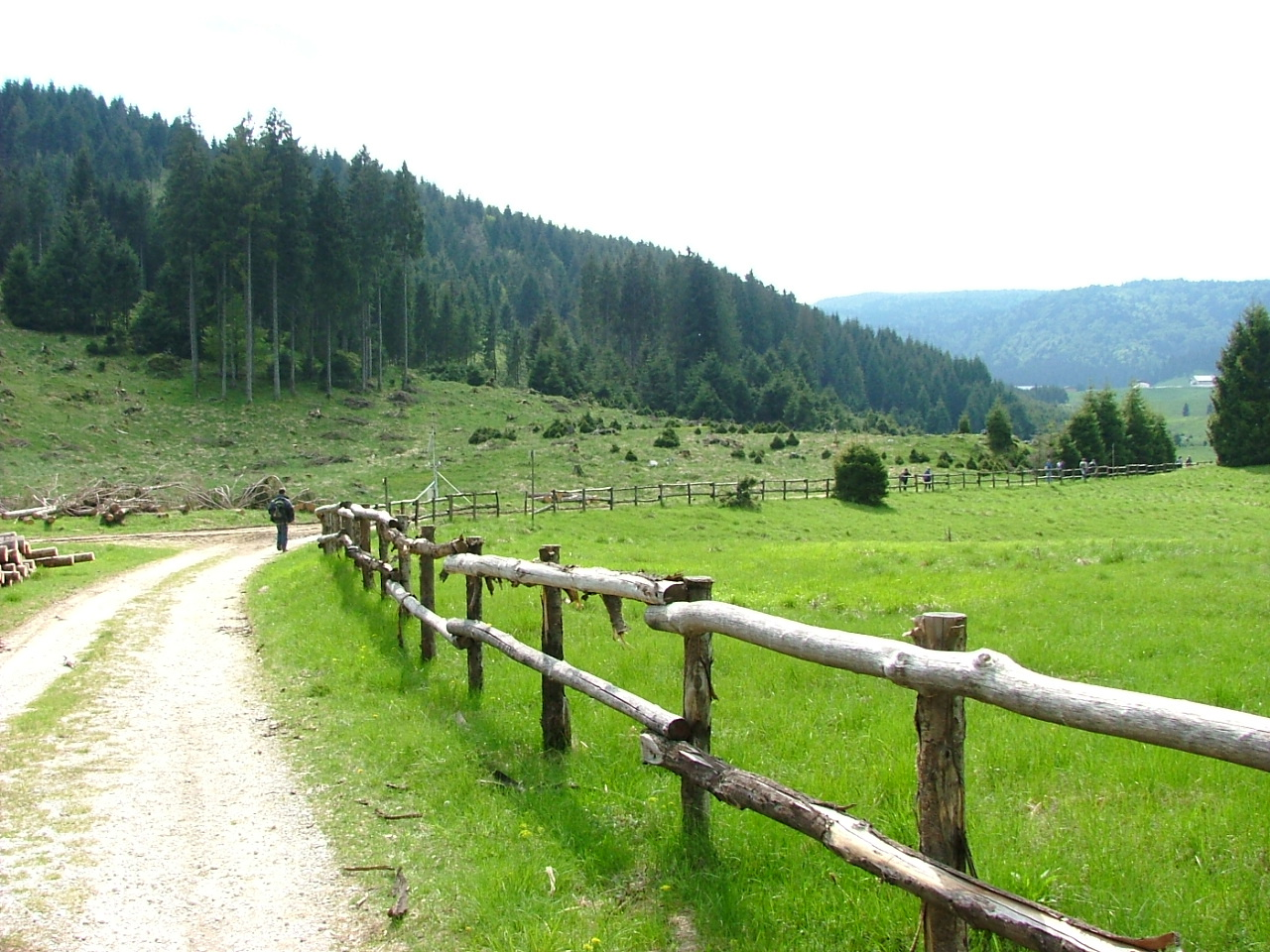
Paysage du Cansiglio

Le Cansiglio est un vaste haut plateau des Préalpes bellunaises (it) situé entre les provinces de Belluno, Trévise et Pordenone, en Italie nord-orientale.
Le plateau est bordé au sud et au sud-est par la plaine du Frioul-Vénétie Julienne, au nord-est par le massif du Monte Cavallo (2 251 m), au nord par la Conca dell'Alpago et à l'ouest par le Val Lapisina, et la Sella di Fadalto.

## Géologie et histoire

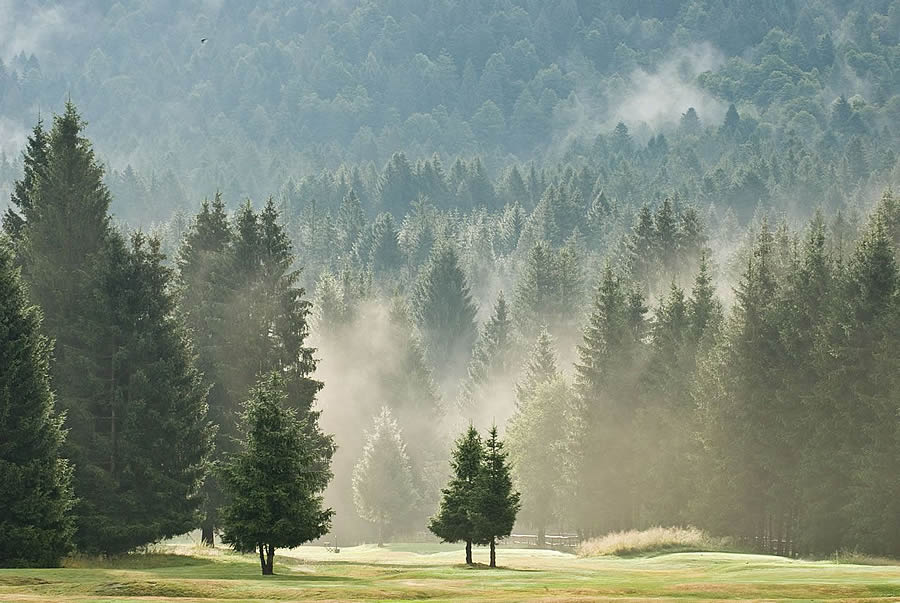
La forêt du Cansiglio

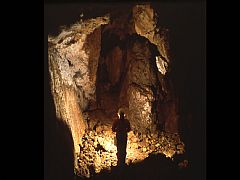
Le Bus della Genziana

Le Cansiglio présente la caractéristique de s’élever rapidement de la plaine jusqu’à plus de 1 000 mètres. Sur la crête se trouvent deux grandes vallées d’origine karstique : le Pian del Cansiglio à l’ouest et le Piancavallo à l’est.
Presque tout son terrain est recouvert de forêts qui prennent le nom de Bosco del Cansiglio (Bois du Cansiglio). Durant la domination de la Sérénissime ces bois furent intensément exploités par l'arsenal pour la production de rames (en hêtre) et de planches pour la construction navale des galee (les navires de combat et de transport typiques de la marine vénitienne). L’élevage des moutons se pratique encore sur ces vastes espaces, situés sur les points les plus hauts.
Sur le haut plateau, diverses cavités d’origine karstique sont présentes, dont les plus célèbres sont le Bus de la Lum et le Bus della Genziana, d'une profondeur d’environ 200 mètres pour le premier et 585 mètres pour le second.
En 2005, sur le Cansiglio côté de Belluno, précisément dans la localité dite « Val Menera », une température de -27,5 °C a été mesurée à l’altitude de 1 028 mètres.
Depuis 2004, au mois de septembre (troisième dimanche) le haut plateau est traversé par l'Eco-marathon des Cimbres, une course née pour faire connaître le peuple cimbre et son territoire.

## La communauté cimbre
Sur Pian del Cansiglio survit la minorité linguistique des Cimbres (Cimbri en italien). Ils font partie de la même descendance que les Cimbres du haut plateau de Asiago (ou haut plateau des sept communes), parce que leurs ancêtres se déplacèrent du village de Roana. Ceux-ci s’établirent près du bois à partir de 1707, prospérant grâce à leur habileté de scatoi (constructeur de boîtes, généralement en bois de hêtre). Les migrations se firent plus intenses au début du XIXe siècle, quand, avec l’arrivée de Napoléon, la communauté cimbre des sept communes se trouva en difficulté par la perte des anciens privilèges, qui depuis le Moyen Âge, leur avaient garanti une certaine autonomie. Actuellement, leur nombre, de 280 unités en 1877, a fortement diminué et la survivance de la communauté est mise en danger à cause de la disparition de sa culture, et les principaux villages cimbres du haut plateau sont Pian d'Osteria, Campon et Vallorch, compris dans la commune de Fregona (TV) et Tambre (BL).

## Sources
- (it) Cet article est partiellement ou en totalité issu de l’article de Wikipédia en italien intitulé « Cansiglio » (voir la liste des auteurs) du 19/04/2008.